# スティーヴ・アップルトン
スティーヴ・アップルトン（Steve Appleton、1989年5月1日 - ）は、イギリス・サリー出身のシンガーソングライター。
100%アップルトン・オリジナル・ブレンド・ミュージック（100% Appleton Original Blend!!!）と言うキャッチコピーの所以は作詞・作曲・編曲・プロデュース等を全て自分自身で行う事による。

## 来歴
1989年5月1日、イギリス・サリー州生まれ。姉と兄がいる。6歳ごろからピアノを弾き始め、12歳から独学でギターを弾き始める。また同じ頃から曲作りをベッドルームで行うようになる。
15歳になるとレストランでピアノによる演奏を行うようになり注目を集め、2007年RCAと契約を結ぶ。
デビュー前に本人出演のCM（メルセデス・ベンツ smart）が決定し、イギリスを含むヨーロッパ及び中国でCMが放送されている。使用されている曲は『Dirty Funk』、『Inner City Lover』（未発表曲）。
2009年5月に、シングル『Dirty Funk』でデビュー。日本では『Dirty Funk』がデビュー前のアーティストとしては異例の全国のラジオ・チャートで4週連続、No.1に輝く。同年7月29日に、アルバム『When The Sun Comes Up』で日本デビュー。また同年8月31日に『When The Sun Comes Up』イギリスでリリース。
2009年10月、初の来日単独ライブを大阪、名古屋、東京で開催。
2011年8月17日、アルバム『Colours』を日本で先行リリース。

## 来日
- 2009/06 ショウケースライブ
- 2009/08/10 ~ 2009/08/16
  - 2009/08/11 大阪 プレミアム・アコースティック・ライブ [7]
  - 2009/08/12 名古屋 スティーブアップルトン スペシャルライブ[7]
  - 2009/08/14 音霊[8]
- 2009/08/21 ~ 2009/08/22
  - 2009/08/21 ミュージックステーション [Dirty Funk]
- 2009/10 来日単独ライブ[6]
  - 2009/10/05 大阪 心斎橋クラブクアトロ
  - 2009/10/06 名古屋 名古屋クラブクアトロ
  - 2009/10/08 東京 恵比寿リキッドルーム